# صبره، الجزایر
صبره (به عربی: صبرة) شهری در استان تلمسان واقع در کشور الجزایر است که جمعیت آن در سال ۲۰۰۸ میلادی ۲۸٬۵۵۵ نفر بوده‌است.